# Tesla Roadster (первое поколение)
Tesla Roadster — спортивный электромобиль, первый автомобиль американской компании Tesla. Выпускался в 2008—2012 годах, было собрано около 2600 автомобилей. Цена автомобиля — около 110 тысяч долларов.
Официальная презентация состоялась 19 июля 2006 года в Санта-Моника, Калифорния.
Tesla Roadster способен разгоняться до 100 км/ч менее чем за 4 секунды. Максимальная скорость принудительно ограничена 201,1 км/ч. Заряда литий-ионных (Li-ion) батарей хватает на 300—400 км. Полная зарядка аккумуляторов занимает 3,5 часа. Стоимость базовой модели — 109 000 долларов.

## История
Серийное производство, по заявлению компании, началось 17 марта 2008 года, хотя реальные поставки покупателям начались на несколько месяцев позже.
К сентябрю 2009 года было продано 700 родстеров
В 2010 году компания начала производство и продажу праворульных автомобилей для рынков Великобритании, Австралии, Японии, Гонконга и Сингапура. В этом же году была представлена версия Tesla Roadster 2,5.
В мае 2010 года компания Tesla Motors получила от Toyota 50 миллионов долларов инвестиций, на которые приобрела закрытый завод NUMMI (Фремонт, штат Калифорния), ранее принадлежавший Toyota.
Контракт с Lotus на поставку 2500 машин истёк в конце 2011 года. Компания перестала принимать заявки на американском рынке в августе 2011 года. Производство модели Tesla Roadster прекращено в январе 2012 года. В рестайлинговой версии Roadster 2.5, который был представлен летом 2012 в Гудвуде, автомобиль получил измененную радиаторную решетку, передний и задний бампера.
29 сентября 2014 Tesla Motors заявила о незначительном обновлении модели. Новую версию назвали Tesla Roadster 3.0. Улучшенная аэродинамика, увеличенная до 70 кВт·ч ёмкость аккумуляторов и шины с меньшим сопротивлением качению позволили увеличить автономность до 644 км (400 миль).
Новое поколение Roadster, построенное на той же платформе что и Model 3 планируется выпустить в 2019 году..
На международном Детройтском автосалоне 2010 был показан юбилейный экземпляр Tesla Roadster. Руководитель Tesla Илон Маск сообщил, что компания выпустила 1000 электрических родстеров Tesla Roadster. Тысячный Tesla Roadster отличается уникальной отделкой интерьера с карбоновыми вставками. Его цена составляет 175 тысяч долларов и вырученные от его продажи средства направят на благотворительные нужды.

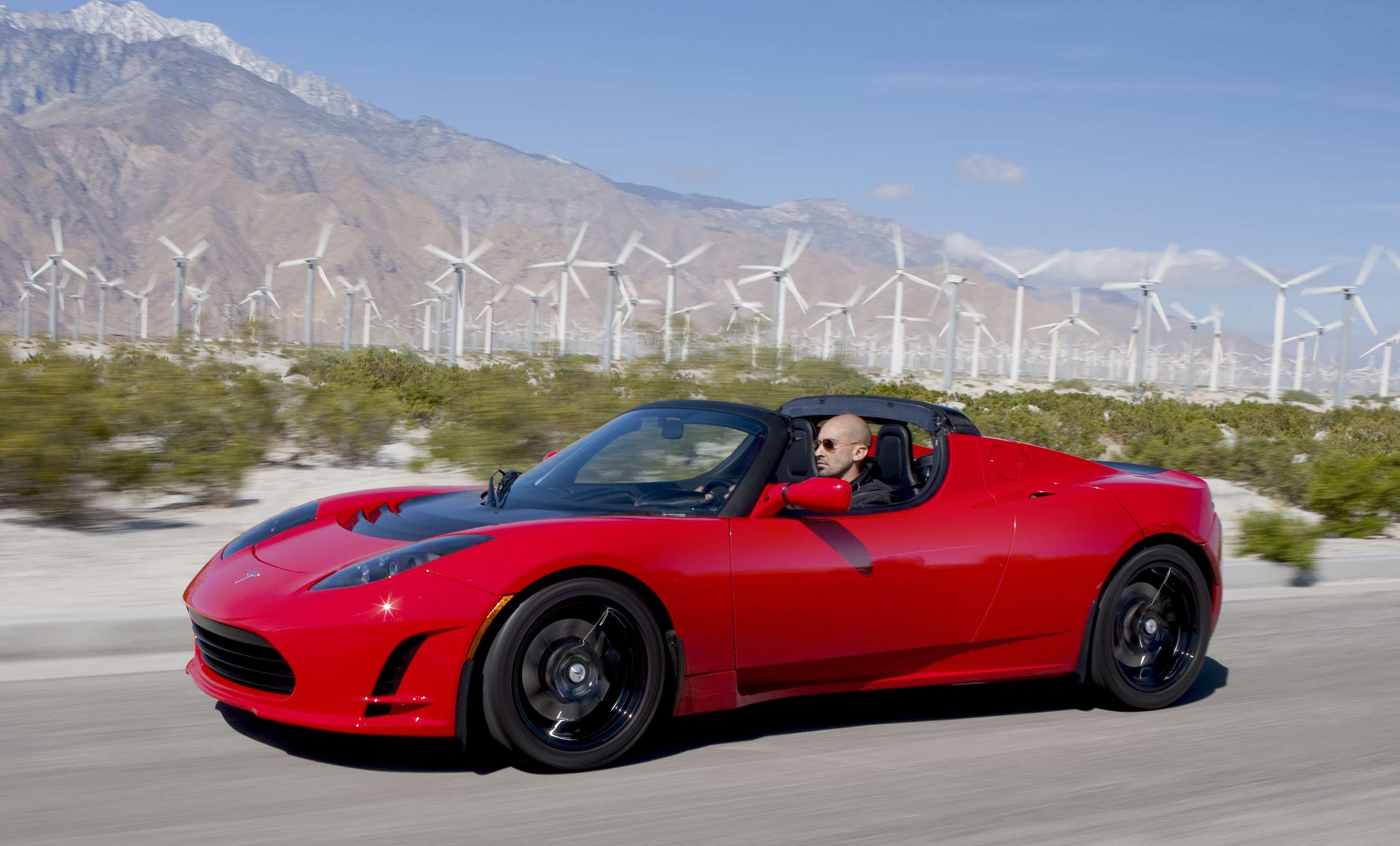
Tesla Roadster Sport

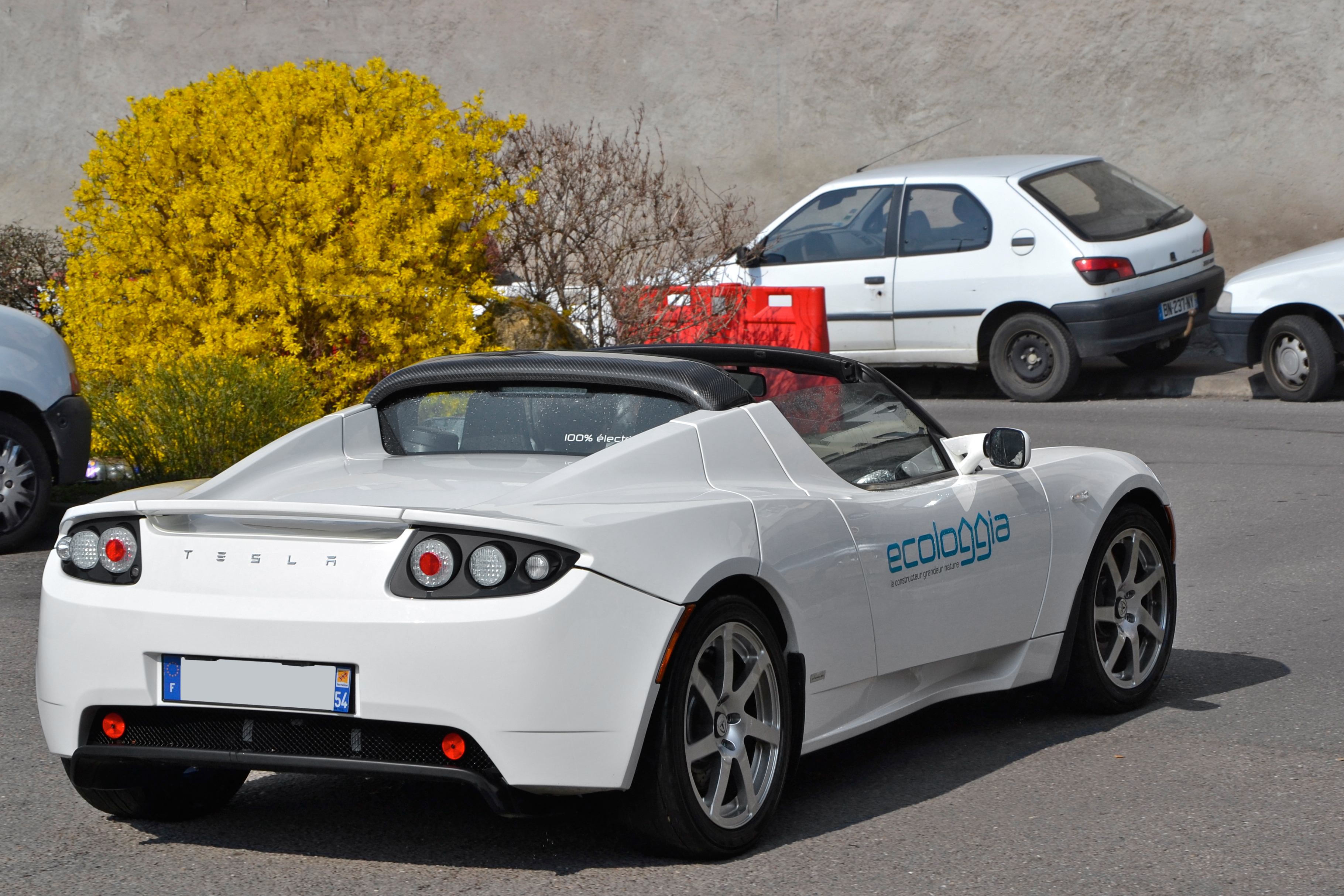
Tesla Roadster, вид сзади

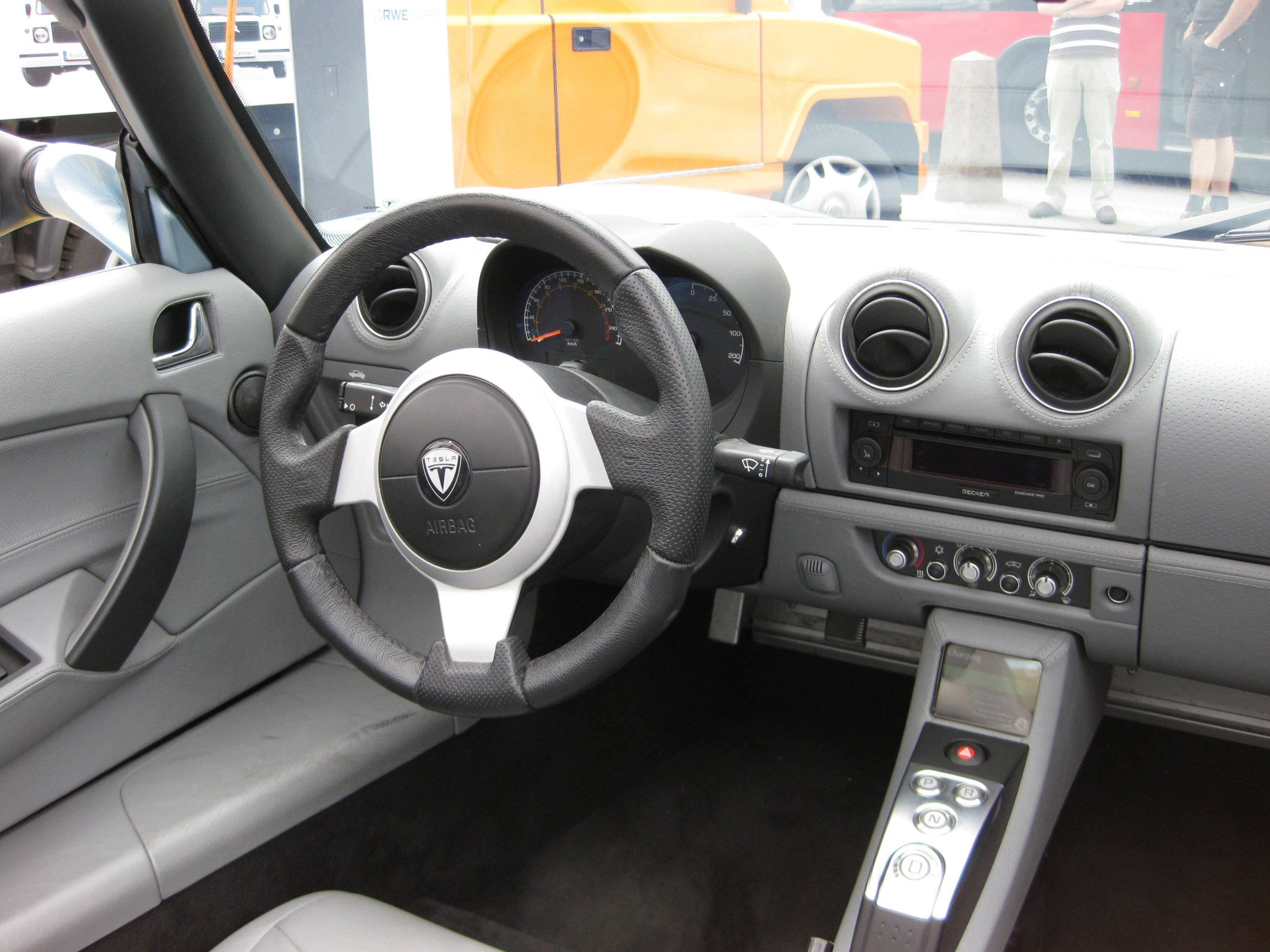
Tesla Roadster, интерьер

6 февраля 2018 года личный Tesla Roadster, принадлежащий Илону Маску, был запущен в космос в качестве полезной нагрузки ракетой Falcon Heavy, созданной управляемой Маском корпорацией SpaceX. Tesla Roadster стал первым серийным автомобилем в космосе — до него были запущены только три специально разработанных лунных автомобиля.

## Tesla Model S
В 2009 году было принято более 1000 предзаказов на новую, более дешёвую модель от Tesla — автомобиль Tesla Model S. Она позиционируется, как замена обычному автомобилю, имеет опцию выбора аккумулятора на 257, 418 и 483 километров пробега без подзарядки. Разгон до 100 км/ч за 5,6 секунды, быстрая зарядка аккумулятора на 75 % за 45 минут. Стоимость Model S примерно в два раза ниже и составляет 49 тысяч долларов с учётом дотации правительства США. Начало производства намечено на конец 2010 года.

## Brabus
Ателье Brabus показало доработанную версию родстера на моторшоу в Эссене 29 ноября 2008 года. Главная особенность доработанного автомобиля — «генератор окружающего звука». С этим генератором автомобиль будет звучать как автомобиль с двигателем V8 или как гоночный прототип, также доступны придуманные звуки — Beam и Warp. Интенсивность и громкость звука регулируются автоматически в зависимости от величины ускорения. Родстер оснащён 19-дюймовыми дисками, окрашен в белый цвет и имеет салон в чёрно-белых тонах со вставками кожи, алькантары и алюминия.